# Evangelisch-Lutherisches Dekanat Münchberg
Das Evangelisch-Lutherische Dekanat Münchberg ist eines der 15 Dekanate des Kirchenkreises Bayreuth. Dekan ist seit Januar 2020 Wolfgang Oertel, als Nachfolger von Erwin Lechner.

## Geografie
Der Dekanatsbezirk umfasst Gemeinden des ehemaligen Landkreises Münchberg. Seit der Gebietsreform in Bayern gehört das Gebiet größtenteils zum Landkreis Hof. Ein Teil der Kirchengemeinde Stammbach-Mannsflur gehört zum Landkreis Kulmbach.

## Geschichte
Die meisten Gemeinden lagen vor dem Übergang zum Königreich Bayern im Markgraftum Brandenburg-Bayreuth. Dort wurde 1528 die Reformation durch Georg den Frommen eingeführt. Markgraf Georg Friedrich I. richtete 1558 vier Superintendenturen ein. 1660 wurde eine zusätzliche Superintendentur in Münchberg eingerichtet, in der Kirchengemeinden aus den Superintendenturen Hof und Kulmbach zusammengefasst wurden. Nach dem Übergang des Gebiets an das Königreich Bayern wurde am 7. Dezember 1810 die brandenburgisch-bayreuthische Superintendentur in ein bayerisches Dekanat umgewandelt, wobei einige Gemeinden an Nachbardekanate abgegeben wurden.
Die Gemeinde Mannsflur gehörte zum Hochstift Bamberg. Erst nach dem Zweiten Weltkrieg wurde hier eine evangelische Kirchengemeinde gegründet.

## Kirchengemeinden
Zum Dekanatsbezirk Münchberg gehören folgende elf Kirchengemeinden:
- Ahornberg, St. Martin
- Ahornis, Gustav-Adolf-Kirche
- Hallerstein, Dorfkirche
- Helmbrechts, St. Johannis
- Münchberg, Stadtkirche St. Peter und Paul, Gottesackerkirche Zur Himmelspforten, Kapelle Zum heiligen Kreuz
- Kirchengemeinde Schwarzenbach an der Saale
  - Schwarzenbach an der Saale, St. Gumbertus
  - Förbau, ev. Kirche
  - Martinlamitz, St. Martin
- Sparneck, St. Vitus
- Kirchengemeinde Stammbach
  - Stammbach, Marienkirche, Friedhofskirche
  - Mannsflur, ev. Kirche
- Weißdorf, St. Maria
- Wüstenselbitz, Dr.-Martin-Luther-Kirche
- Zell, St. Gallus